# Плутонийтетраникель
Плутонийтетраникель — бинарное неорганическое соединение
плутония и никеля
с формулой Ni4Pu,
кристаллы.

## Получение
- Сплавление стехиометрических количеств чистых веществ:

{\displaystyle {\mathsf {Pu+4Ni\ {\xrightarrow {1260^{o}C}}\ Ni_{4}Pu}}}

## Физические свойства
Плутонийтетраникель образует кристаллы
моноклинной сингонии,
пространственная группа C 2/m,
параметры ячейки a = 0,487 нм, b = 0,846 нм, c = 1,027 нм, β = 100°, Z = 6

.
Соединение образуется по перитектической реакции при температуре 1260°С.

## Химические свойства
- Разлагается при нагревании:

{\displaystyle {\mathsf {5Ni_{4}Pu\ {\xrightarrow {>1260^{o}C}}\ 4Ni_{5}Pu+Pu}}}